# 863 (numero)
Ottocentosessantatré (863) è il numero naturale dopo l'862 e prima dell'864.

## Proprietà matematiche
- È un numero dispari.
- È un numero primo.
  - È un numero primo sicuro.
  - È un numero primo di Eisenstein.
- È un numero felice.
- È un numero malvagio.
- È un numero intero privo di quadrati.
- È un numero palindromo e un numero ondulante nel sistema posizionale a base 13 (515).
- È parte della terna pitagorica (863, 372384, 372385).

## Astronautica
- 863 Benkoela è un asteroide della fascia principale del sistema solare.
- Cosmos 863 è un satellite artificiale russo.